# Viktklass
Viktklass är en tävlingsklass baserad på vikt i sporter såsom t.ex. boxning, brottning, judo, mixed martial arts och tyngdlyftning. Indelningen och antalet viktklasser har, framförallt inom boxning och brottning, ändrats med åren.

## Viktklasser

### Proffsboxning
Viktklasserna skiljer sig något åt gällande viktgräns jämfört med amatörboxning. Framförallt är också klasserna flera. Dock finns inte som i amatörboxningen någon supertungviktsklass.
| Viktgräns (lb / kg) | Etablerad sedan | WBA              | WBC             | IBF              | WBO              | Kända utövare och mästare                                                                                                 |
| ------------------- | --------------- | ---------------- | --------------- | ---------------- | ---------------- | --- |
| Obegränsad          | 1885            | Tungvikt         | Tungvikt        | Tungvikt         | Tungvikt         | Jack Johnson, Joe Louis, Rocky Marciano, Muhammad Ali, Mike Tyson, Wladimir Klitschko                                     |
| 200 / 90.7          | 1980            | Cruiservikt      | Cruiservikt     | Cruiservikt      | Juniortungvikt   | Evander Holyfield, David Haye, Oleksandr Usyk                                                                             |
| 175 / 79.4          | 1913            | Lätt tungvikt    | Lätt tungvikt   | Lätt tungvikt    | Lätt tungvikt    | Bob Fitzsimmons, Archie Moore, Ezzard Charles, Bob Foster, Michael Spinks, Roy Jones Jr.                                  |
| 168 / 76.2          | 1984            | Supermellanvikt  | Supermellanvikt | Supermellanvikt  | Supermellanvikt  | Sugar Ray Leonard, Chris Eubank, Mikkel Kessler                                                                           |
| 160 / 72.5          | 1884            | Mellanvikt       | Mellanvikt      | Mellanvikt       | Mellanvikt       | Harry Greb, Sugar Ray Robinson, Carlos Monzon, Jake LaMotta, Marvin Hagler, Bernard Hopkins                               |
| 154 / 69.9          | 1962            | Superweltervikt  | Superweltervikt | Juniormellanvikt | Juniormellanvikt | Thomas Hearns, Oscar De La Hoya, Floyd Mayweather Jr.                                                                     |
| 147 / 66.7          | 1914            | Weltervikt       | Weltervikt      | Weltervikt       | Weltervikt       | Barney Ross, Henry Armstrong, Sugar Ray Robinson, Jose Napoles, Sugar Ray Leonard, Pernell Whitaker, Floyd Mayweather Jr. |
| 140 / 63.5          | 1959            | Superlättvikt    | Superlättvikt   | Juniorweltervikt | Juniorweltervikt | Julio César Chávez, Juan Manuel Marquez, Kostya Tszyu, Amir Khan                                                          |
| 135 / 61.2          | 1886            | Lättvikt         | Lättvikt        | Lättvikt         | Lättvikt         | Benny Leonard, Roberto Durán, Pernell Whitaker, Manny Pacquiao, Oscar De La Hoya                                          |
| 130 / 59.0          | 1959            | Superfjädervikt  | Superfjädervikt | Juniorlättvikt   | Juniorlättvikt   | Julio César Chávez, Floyd Mayweather Jr., Manny Pacquiao                                                                  |
| 126 / 57.2          | 1889            | Fjädervikt       | Fjädervikt      | Fjädervikt       | Fjädervikt       | Willie Pep, Sandy Saddler, Marco Antonio Barrera, Alexis Arguello, Naseem Hamed, Juan Manuel Márquez                      |
| 122 / 55.3          | 1976            | Superbantamvikt  | Superbantamvikt | Juniorfjädervikt | Juniorfjädervikt | Wilfredo Gómez, Erik Morales, Manny Pacquiao                                                                              |
| 118 / 53.5          | 1894            | Bantamvikt       | Bantamvikt      | Bantamvikt       | Bantamvikt       | Manuel Ortiz, Eder Jofre, Ruben Olivares, Carlos Zarate                                                                   |
| 115 / 52.2          | 1980            | Superflugvikt    | Superflugvikt   | Juniorbantamvikt | Juniorbantamvikt | Jiro Watanabe, Khaosai Galaxy, Johnny Tapia                                                                               |
| 112 / 50.8          | 1911            | Flugvikt         | Flugvikt        | Flugvikt         | Flugvikt         | Jimmy Wilde, Pancho Villa, Pascual Perez, Miguel Canto                                                                    |
| 108 / 49.0          | 1975            | Lätt flugvikt    | Lätt flugvikt   | Juniorflugvikt   | Juniorflugvikt   | Yoko Gushiken, Michael Carbajal, Jung-Koo Chang                                                                           |
| 105 / 47.6          | 1987            | Minimumvikt      | Miniflugvikt    | Miniflugvikt     | Miniflugvikt     | Ricardo López, Yutaka Niida, Ivan Calderón                                                                                |
| 102 / 46.3          | 2007            | Lätt minimumvikt | Atomvikt        |                  | Atomvikt         | |

### Amatörboxning
- Lätt flugvikt, får väga som mest 48 kg.
- Flugvikt, får väga som mest 51 kg. Berömda flugviktare, Jimmy Wilde, Efren Torres, Pancho Villa, Pascual Perez.
- Bantamvikt, får väga som mest 54 kg. Berömda bantamviktare, Eder Jofre, Ruben Olivares, Carlos Zarate.
- Fjädervikt, får väga som mest 57 kg. Berömda fjäderviktare, Wille Pep, Terry McGovern, Naseem Hamed, Abe Attell, Vincente Saldivar.
- Lättvikt, får väga som mest 60 kg. Berömda lättviktare, Roberto Duran, Benny Leonard, Pernell Whitaker, Joe Gans.
- Lättwelter, får väga som mest 64 kg. Berömda lättwelterviktare, Kostya Tszyu, Julio Cesar Chaves, Barney Ross, Nicolino Locche.
- Weltervikt, får väga som mest 66,7 kg. Berömda welterviktare, Floyd Mayweather Jr, Sugar Ray Robinson, Henry Armstrong, Jose Napoles, Thomas Hearns, Oscar de la Hoya, Micky Ward.
- Mellanvikt, får väga som mest 72,64 kg. Berömda mellanviktare, László Papp, Rubin "Hurricane" Carter, Marvin Hagler, Harry Greb, Carlos Monzon, Stanley Ketchel.
- Lättungvikt, får väga som mest 81 kg, inom professionell boxning går gränsen vid 79,3 kg (jämför Cruiservikt).
- Tungvikt, för tungvikt skall boxarna väga mellan 81 och 91 kg. Inom professionell boxning ska en tungviktare väga minst 79,3 kg. (jfr Cruiservikt)
- Supertungvikt, den tyngsta viktklassen i boxning och har ingen övre gräns. Boxarna får således väga hur mycket som helst. Supertungvikt finns med i de olympiska spelen från och med 1984. Berömda tungviktare: Muhammad Ali, Jim Jeffries, Joe Louis, Jack Johnson, Rocky Marciano, Ingemar Johansson.

### MMA
Svenska MMA-förbundet har sedan 2018 anammat Unified Rules of MMA inklusive alla tillåtna viktklasser enligt nedan.
- Atomvikt, får väga som mest 47,6 kg (105 lbs)
- Stråvikt, får väga som mest 52,2 kg (115 lbs)
- Flugvikt, får väga som mest 56,7 kg  (125 lbs)
- Bantamvikt, får väga som mest 61,2 kg (135 lbs)
- Fjädervikt, får väga som mest 65,8 kg (145 lbs)
- Lättvikt, får väga som mest 70,3 kg (155 lbs)
- Superlättvikt, får väga som mest 74,8 kg (165 lbs)
- Weltervikt, får väga som mest 77,1 kg (170 lbs)
- Superweltervikt, får väga som mest 79,4 kg (175 lbs)
- Mellanvikt, får väga som mest 83,9 kg (185 lbs)
- Supermellanvikt, får väga som mest 88,5 kg (195 lbs)
- Lätt tungvikt, får väga som mest 93 kg (205 lbs)
- Tungvikt, får väga som mest 120,2 kg (265 lbs)
- Supertungvikt, Ingen maxvikt

ABC (Association of Boxing Commissions) antog 2017 fyra nya viktklasser för MMA.
- Superlättvikt, får väga som mest 74,8 kg ( (165 lbs)
- Superweltervikt, får väga som mest 79,4 kg ( (175 lbs)
- Supermellanvikt, får väga som mest 88,5 kg ( (195 lbs)
- Cruiservikt, får väga som mest 102,1 kg ( (225 lbs)

### Judo[6]
Herrar, seniorer
- Under 60 kg
- 60–66 kg
- 66–73 kg
- 73–81 kg
- 81–90 kg
- 90–100 kg
- Över 100 kg

Damer, seniorer
- Under 48 kg
- 48–52 kg
- 52–57 kg
- 57–63 kg
- 63–70 kg
- 70–78 kg
- Över 78 kg